# Raymond Forestier
 (septembre 2016).
Si vous disposez d'ouvrages ou d'articles de référence ou si vous connaissez des sites web de qualité traitant du thème abordé ici, merci de compléter l'article en donnant les références utiles à sa vérifiabilité et en les liant à la section « Notes et références ».
Pour les articles homonymes, voir Forestier (homonymie).
Raymond Forestier est un auteur-compositeur-interprète, humoriste et comédien français, né le 9 décembre 1962 à Bondy.

## Biographie
Il commence sa carrière à la télévision en 1990 dans l’ABC des « Nuls », s’ensuivront jusqu'à ce jour de multiples apparitions en tant qu’humoriste dans des émissions telles que « Sébastien c'est fou ! », « Les Grosses Têtes », « Fiesta » ou plus récemment « Les coups d'humour »…. Au cinéma, il a joué dans des films comme Delicatessen, Vive nous !, Heures creuses, etc.
Raymond Forestier s'illustre dans un humour généreux, populaire et très personnel, qui n'épargne aucun sujet. C'est dans un style singulier qu'il a présenté deux one man shows : "J'suis comique TUC en attendant d'être drôle" en 1995, et "Je t'aime" en 2005, présenté au Théâtre Montmartre Galabru et au Festival d'Avignon. Ses spectacles permettent à Raymond Forestier de participer à une dizaine de festivals d'humour comme : le festival "Juste pour rire" de Montréal, "La Fureur de rire" de Bobino, L’Open du Rire "Rires et chansons", … Il participe durant trois années consécutives à "La Nuit du Rire", aux côtés des plus grands comiques français, sur la scène mythique « L’Olympia »  …
Il participe également à des pièces comiques comme "Si vous ne venez pas, j'la tue" présentée au Carré Blanc et à La Comédie de Paris ou "La compile vivante de Rain Man et Forrest Gump", jouée au théâtre Le Triomphe.
Au cinéma, on a vu Raymond Forestier dans de nombreux longs métrages, avec notamment des rôles dans le film de Jean-Pierre Jeunet Delicatessen en 1991 ou encore dans "Vive nous" en 2000 avec Dieudonné et Michèle Bernier. Il a participé à 4 courts-métrages dont "Heures creuses" de Sébastien Sort en 2002. 
À la télévision, on l'a vu dans diverses séries tv comme Navarro, PJ, Avocats et Associés en 1999 ou les Vacances de l'amour en 1998 ou bien encore Julie Lescaut ... Raymond Forestier est apparu dans "Section de recherches" ou encore dans "Familles d'accueil" sur France 2. Il a été dirigé par Alain Chabat à deux reprises, lors de tournages de spots publicitaires en 1996 et 1998.
En 2013, Raymond Forestier joue dans le film "Landes" de François-Xavier Vives, aux côtés de Marie Gillain et Miou Miou. Le film raconte l'histoire d'une veuve dans les années 1920, qui souhaite faire venir l'électricité dans ses terres envers et contre tout.
En 2015, il participe au tournage de Brice 3, au côté de Jean Dujardin (pour une 2e collaboration après le film L'amour aux trousses en 2005), sous la houlette du réalisateur James Huth. Côté Série, il interprète un rôle dans la série produite par Jamel Debbouze : "La petite Histoire de France" diffusée prochainement sur W9.
En 2016, il tourne dans 2 séries pour France Télévisions : la première "Harcelée" au côté d'Armelle Deutsch et ensuite "La Soif de Vivre" en compagnie de Claire Keim.
En 2018, c'est dans un téléfilm pour TF1 qu'il tourne de nouveau avec Claire Keim dirigé par Didier Le Pêcheur.

## Filmographie
| Année | Titre                           | Réalisateur                   | Rôle                          | Notes               |
| ----- | ------------------------------- | ----------------------------- | ----------------------------- | ------------------- |
| 1991  | Delicatessen                    | Marc Caro, Jean-Pierre Jeunet | Les Troglodistes - Mylan      |                     |
| 1995  | La Soucoupe                     | Sébastien Sort                |                               | Court métrage       |
| 1997  | Jour de Chômage                 | Sébastien Sort                | Le témoin de Jéhovah          | Court métrage       |
| 1998  | Les Vacances de l'Amour         | Emmanuel Fonlladosa           | Harry                         | Série - Saison 3    |
| 1998  | Pub EDF - L'enfer               | Alain Chabat                  |                               | PUB TV              |
| 1998  | Compromis                       | Sébastien Sort                | Le producteur films X         | Court métrage       |
| 1998  | Pub MAAF - La Cavale            | Alain Chabat                  | Un braqueur                   | PUB TV              |
| 1999  | Avocats & Associés              | Philippe Triboit              | Chef de Chantier              | Série - Saison 2    |
| 2000  | Vive Nous                       | Camille de Casabianca         | The waiter                    |                     |
| 2001  | De toute urgence                | Philippe Triboit              | Gardien agence de presse      | Série               |
| 2002  | Heures Creuses                  | Sébastien Sort                | Le contremaître               | Court métrage       |
| 2005  | L'amour aux trousses            | Philippe de Chauveron         | L'ouvrier                     |                     |
| 2007  | Les Morveux                     | Pierre-Louis Levacher         | Le boucher                    | Court métrage       |
| 2007  | Christian                       | Elisabeth Löchen              | SDF Valseur                   |                     |
| 2011  | Section de recherches           | François Guérin               | Patron de bar                 | Série - Saison 5    |
| 2012  | The Hards                       | Thomas Daudin                 | Patron de la salle de concert | Court métrage       |
| 2013  | L'origine du slip               | Raymond Forestier             |                               | Court métrage       |
| 2013  | Landes                          | François-Xavier Vives         | Desbordes                     |                     |
| 2014  | Mongeville - Un silence de mort | Bruno Garcia                  | Ziegler                       | Série - Saison 2    |
| 2014  | Famille d'accueil               | Claire de la Rochefoucauld    | Réalisateur                   | Série - Saison 12   |
| 2015  | La Petite Histoire de France    |                               |                               | Série - Saison 1    |
| 2015  | Brice 3                         | James Huth                    | Chauffeur de Taxi             |                     |
| 2016  | Harcelée                        | Virginie Wagon                | Prof de sport                 | Série - France TV   |
| 2016  | La Soif de vivre                | Lorenzo Gabriele              | Homme de bar                  | Série - France TV   |
| 2017  | Test Familial                   | Julien De Almeida             | Le père                       | Court métrage       |
| 2018  | Infidèle                        | Didier Le Pêcheur             |                               | Série fiction - TF1 |
| 2021  | À l'ombre des dunes             | Philippe Dajoux               |                               |                     |
| 2022  | Alexandra Lehle                 | Philippe Panchot              |                               |                     |

## Box Office France
Films, avec Raymond Forestier, ayant attiré au moins un million de spectateurs, en France. Classement par nombre d'entrées.
|   | Film         | Réalisateur                   | Année | Entrées en France |
| - | ------------ | ----------------------------- | ----- | ----------------- |
| 1 | Brice 3      | James Hunt                    | 2016  | 1 924 111 entrées |
| 2 | Delicatessen | Marc Caro, Jean-Pierre Jeunet | 1991  | 1 407 818 entrées |

## Théatre
- Le Comic Street (2004) avec Cookie, Philippe Sax, Mouce, Raymond Forestier
- Paris Hilton ou la vraie vie de Nancy Campanile (2008) écrit et mis en scène par Raymond Forestier avec Stéphanie Pérard et Raymond Forestier

## Spectacle
- J'suis comique TUC en attendant d'être drôle (1995)
- Si vous ne venez pas, j'la tue
- Je t'aime (2005)
- La compile vivante de Rain Man et Forrest Gump (2012)
- Le nouveau Raymond (2015)
- Pécho pour les nuls (2016)
- Le nouveau Raymond (2019)
- J'vois pas pourquoi je ferais mes adieux au showbiz, ils m'ont même pas dit bonjour (2022)

## Discographie
- Bimbo Star

## Publication
- "Dessine-moi un Raymond !" (2019)